# Handball-Bundesliga (Frauen) 1985/86
Die Saison 1985/86 der Handball-Bundesliga der Frauen war die erste der eingleisigen Spielzeiten und die insgesamt elfte Spielzeit der höchsten deutschen Spielklasse im Handball der Frauen in der Geschichte der Handball-Bundesliga. Die Saison begann am 21. September 1985 und endete am 3. Mai 1986 mit der Titelverteidigung vom TSV Bayer 04 Leverkusen.

## Saisonverlauf
Nach der Einführung der Bundesliga (1975) als höchste Spielklasse, wurde erstmals in einer eingleisigen Bundesliga mit nur zehn Mannschaften gespielt. Qualifiziert hatten sich die fünf besten Mannschaften aus den beiden Bundesligastaffeln (Nord und Süd) der Vorsaison. Im Modus „Jeder gegen Jeden“ mit je einem Heim- und Auswärtsspiel wurde um die Deutsche Meisterschaft gespielt.
Deutscher Meister 1986 wurde zum siebten Mal in der Vereinsgeschichte und zum fünften Mal in Folge die Mannschaft vom TSV Bayer 04 Leverkusen. Leverkusen, dass sich schon am ersten Spieltag an die Tabellenspitze setzte und diese Position bis zum Saisonende nicht mehr abgab, qualifizierte sich für den Europapokal der Landesmeister.
Am Ende der Saison mussten die beiden Tabellenletzten SC Germania List und TSV Jarplund-Weding aus der Bundesliga in die 2. Frauen-Handball-Bundesliga absteigen. Im Gegenzug stiegen zur neuen Saison die beiden Bundesliganeulinge SV Süd Braunschweig (Sieger Staffel Nord) und VfL Sindelfingen (Sieger Staffel Süd) auf.
Den zum 12. Mal ausgespielten DHB-Pokal der Frauen sicherte sich die Mannschaft vom VfL Engelskirchen. Sie besiegten im Finale nach Hin- und Rückspiel am 8. und 10. Mai 1986 den Titelverteidiger Leverkusen mit 36:31 (Hinspiel 19:13, Rückspiel 17:18).
Nachdem sich Vizemeister Engelskirchen durch den Pokalsieg für den Europapokal der Pokalsieger qualifizierte, ging der Startplatz im IHF-Pokal an den Tabellendritten VfL Oldenburg.

## Tabellen

### Abschlusstabelle
| Pl. | Verein                        | Sp. | S  | U | N  | Tore      | Diff. | Punkte  |
| --- | ----------------------------- | --- | -- | - | -- | --------- | ----- | ------- |
| 1.  | TSV Bayer 04 Leverkusen (M,P) | 18  | 16 | 1 | 1  | 0348:2560 | +92   | 033:30  |
| 2.  | VfL Engelskirchen             | 18  | 14 | 0 | 4  | 0404:3130 | +91   | 028:80  |
| 3.  | VfL Oldenburg                 | 18  | 13 | 1 | 4  | 0376:3130 | +63   | 027:90  |
| 4.  | TV Lützellinden               | 18  | 9  | 4 | 5  | 0366:3530 | +13   | 022:140 |
| 5.  | 1. FC Nürnberg                | 18  | 7  | 2 | 9  | 0305:3170 | −12   | 016:200 |
| 6.  | TSV Rot-Weiß Auerbach         | 18  | 8  | 0 | 10 | 0299:3400 | −41   | 016:200 |
| 7.  | TSV GutsMuths Berlin          | 18  | 7  | 1 | 10 | 0293:2970 | −4    | 015:210 |
| 8.  | PSV Grünweiß Frankfurt        | 18  | 5  | 1 | 12 | 0304:3370 | −33   | 011:250 |
| 9.  | SC Germania List              | 18  | 4  | 1 | 13 | 0268:3540 | −86   | 09:270  |
| 10. | TSV Jarplund-Weding           | 18  | 0  | 3 | 15 | 0275:3580 | −83   | 03:330  |

Platzierungskriterien: 1. Punkte – 2. Tordifferenz – 3. geschossene Tore

 Deutscher Meister und Teilnehmer am Europapokal der Landesmeister 1986/87
  DHB-Pokalsieger und Teilnehmer am Europapokal der Pokalsieger 1986/87
  Teilnehmer am IHF-Pokal 1986/87
  Absteiger in die 2. Handball-Bundesliga (Frauen) 1986/87
 (M) Deutscher Meister der letzten Saison
 (P) DHB-Pokalsieger der letzten Saison

### Kreuztabelle
Die Kreuztabelle stellt die Ergebnisse aller Spiele dieser Saison dar. Die Heimmannschaft ist in der linken Spalte aufgelistet und die Gastmannschaft in der obersten Reihe.
| 1985/86 21. September 1985 – 3. Mai 1986 | 1985/86 21. September 1985 – 3. Mai 1986 | TSV Bayer 04 Leverkusen | Engels kirchen | VfL Oldenburg | TV Lützellinden | 1. FC Nürnberg | RW Auerbach | TSV GutsMuths Berlin | GW Frankfurt | SC Germania List | Jarplund Weding |
| ---------------------------------------- | ---------------------------------------- | ----------------------- | -------------- | ------------- | --------------- | -------------- | ----------- | -------------------- | ------------ | ---------------- | --------------- |
| 01.                                      | TSV Bayer 04 Leverkusen                  |                         | 21:18          | 22:17         | 17:17           | 19:10          | 23:17       | 22:13                | 15:13        | 24:10            | 15:90           |
| 02.                                      | VfL Engelskirchen                        | 20:19                   |                | 16:20         | 28:18           | 29:17          | 23:17       | 22:19                | 20:14        | 30:12            | 25:13           |
| 03.                                      | VfL Oldenburg                            | 19:19                   | 17:18          |               | 25:23           | 22:16          | 27:15       | 21:15                | 19:15        | 31:18            | 21:17           |
| 04.                                      | TV Lützellinden                          | 15:20                   | 18:26          | 22:20         |                 | 24:18          | 25:19       | 23:18                | 27:22        | 27:21            | 22:16           |
| 05.                                      | 1. FC Nürnberg                           | 15:16                   | 16:24          | 18:17         | 17:17           |                | 21:17       | 13:16                | 19:13        | 22:14            | 22:15           |
| 06.                                      | TSV Rot-Weiß Auerbach                    | 13:17                   | 25:23          | 18:23         | 19:22           | 13:15          |             | 15:14                | 19:17        | 15:12            | 14:13           |
| 07.                                      | TSV GutsMuths Berlin                     | 15:19                   | 22:16          | 14:15         | 12:13           | 18:15          | 19:11       |                      | 12:15        | 13:12            | 20:13           |
| 08.                                      | PSV Grünweiß Frankfurt                   | 10:18                   | 18:20          | 16:23         | 21:19           | 18:19          | 19:22       | 18:15                |              | 22:19            | 19:16           |
| 09.                                      | SC Germania List                         | 11:19                   | 14:23          | 18:18         | 16:16           | 08:15          | 14:25       | 17:17                | 14:13        |                  | 17:15           |
| 10.                                      | TSV Jarplund-Weding                      | 17:23                   | 13:23          | 13:24         | 18:18           | 17:17          | 13:15       | 17:21                | 21:21        | 19:21            |                 |

### Torschützinnenliste
|     | Spielerinnen     | Verein                  | Tore / 7 m |
| --- | ---------------- | ----------------------- | ---------- |
| 01. | Dagmar Stelberg  | VfL Engelskirchen       | 135 / 36   |
| 02. | Hannelore Koch   | PSV Grünweiß Frankfurt  | 125 / 50   |
| 03. | Rita Köster      | VfL Oldenburg           | 117 / 66   |
| 04. | Annette Klefenz  | TSV Rot-Weiß Auerbach   | 094 / 35   |
| 05. | Annette Woltmann | SC Germania List        | 084 / 29   |
| 06. | Barbara Wenzl    | TV Lützellinden         | 083 / 01   |
| 07. | Leora Jones      | TSV Bayer 04 Leverkusen | 078 / 08   |
| 08. | Sabine Erbs      | TSV GutsMuths Berlin    | 077 / 38   |
| 09. | Corinna Kunze    | VfL Engelskirchen       | 066 / 0–   |
| 09. | Maike Becker     | VfL Oldenburg           | 066 / 14   |
| 09. | Sabine Gerlach   | TV Lützellinden         | 066 / 34   |
| 12. | Claudia Starke   | 1. FC Nürnberg          | 065 / 04   |
| 13. | Stefanie Schütt  | TSV Jarplund-Weding     | 062 / 25   |
| 14. | Meike Bötefür    | TSV Bayer 04 Leverkusen | 060 / 0–   |

### Zuschauer
In 90 Spielen kamen 27.778 Zuschauer ({\displaystyle \varnothing } 309 pro Spiel) in die Hallen.
Größte Heimkulisse (⌀)
6.483 (⌀ 720) TV Lützellinden
6.134 (⌀ 682) VfL Oldenburg
Niedrigste Heimkulisse (⌀)
1.053 (⌀ 117) TSV Bayer 04 Leverkusen
1.044 (⌀ 116) 1. FC Nürnberg

## Statistik
In der Saison 1985/86 wurden 90 Punktspiele ausgetragen, in denen es 51 Heimsiege, 8 Unentschieden und 31 Auswärtssiege gab. Diese wurden von 27.776 Zuschauern (≈ 309 pro Spiel) besucht, in denen 3.238 Tore (≈ 36 pro Spiel) fielen. Der Vizemeister VfL Engelskirchen war mit 404 Toren am treffsichersten und stellte mit Dagmar Stelberg die Torschützenkönigin, der 135 Treffer gelangen, davon 36 Tore vom Siebenmeterpunkt. Absteiger TSV Jarplund-Weding kassierte mit 358 Toren die meisten Gegentore. Den höchsten Heimsieg verzeichnete Engelskirchen mit 30:12 am 6. Spieltag gegen den SC Germania List. Den höchsten Auswärtssieg erspielte am 10. Spieltag die Mannschaft vom VfL Oldenburg mit einem 24:13 beim TSV Jarplund-Weding. Das torreichste Spiel fand am letzten Spieltag zwischen Oldenburg und List statt und endete 31:18. Das waren 13 Tore mehr als der Gesamtdurchschnitt. In der Saison wurden 836 Siebenmeter gegeben, von denen 636 (≈ 76 %) verwandelt wurden. Herausstellungen (2-Minuten-Zeitstrafe) gab es 559 (≈ 6 pro Spiel). Der Deutsche Meister TSV Bayer 04 Leverkusen stand an allen Spieltagen an der Tabellenspitze.

## Die Meistermannschaft
| 1.                               | TSV Bayer 04 Leverkusen |
| -------------------------------- | --- |
| Logo vom TSV Bayer 04 Leverkusen | - Torhüterinnen: Astrid Hühn (17/–), Silvia Brand (11/–), Manuela Senk (4/–) - Feldspielerinnen: Meike Bötefür (18/60), Britta Vattes (18/54), Lioba Schmitz (18/29), Bärbel Prokop-Bock (18/21), Leora Jones (17/78), Heidrun Janesch (16/33), Dagmar Zöllner (15/35), Nicole Arglebe (9/5), Renate Wolf (8/29), Simone Etmann (7/2), Barbara Kremer (4/2), Anke Hühnfeld (1/–), Eva Kopitz (1/–) – (Spiele/Tore) - Trainer: Volker Schneller |